# Hans Bots
Johannes Alphonsus Henricus (Hans) Bots (Jutphaas, 7 oktober 1940) is een Nederlands historicus.

## Biografie
Hij studeerde aan de Katholieke universiteit Nijmegen Franse taal- en letterkunde, waar hij in maart 1965 zijn doctoraal examen aflegde. In februari 1971 promoveerde hij op een proefschrift over het geleerdenkabinet van de gebroeders Dupuy en de correspondentie van Jacques Dupuy en Nicolaas Heinsius, onder de titel "La Correspondance de Jacques Dupuy et de Nicolas Heinsius (1646-1656)", La Haye (Martinus Nijhoff) 1971.
Van 1964 tot 1967 was hij leraar Frans aan het Theresialyceum te Tilburg en de Rijks-HBS te Utrecht. Van 1968 tot 1976 was hij wetenschappelijk medewerker aan de Katholieke universiteit van Nijmegen, waar hij in 1976 werd benoemd tot hoogleraar in de geschiedenis van de Intellectuele betrekkingen tussen de West-Europese landen in de Nieuwe Tijd, als opvolger van Paul Dibon. Hij vervulde die leerstoel tot 2005. 
Van 1995 tot 1997 was hij tevens hoogleraar te Parijs, Sorbonne IV; In 1999 was hij een voor een semester gasthoogleraar aan de Universiteit van Wenen. In 2006 werd hij door prof. Marc Fumaroli uitgenodigd voor het geven van enkele lessen aan het Collège de France. 
Van 1992 tot 1996 en van 2000 tot 2005 was hij decaan van de letterenfaculteit. 
Hij is sinds 1971 gehuwd met Eugénie Estourgie en woont te Nijmegen.

## Publicaties
Hij deed onderzoek naar de Republiek der Letteren waarover hij een groot aantal werken publiceerde, met name op het terrein van geleerdencorrespondenties en de periodieke pers, (les journaux de Hollande);
Van 2005 tot 2016 publiceerde hij met zijn echtgenote Eugénie Bots-Estourgie de correspondentie van Madame de Maintenon, Lettres de et à Mme de  Maintenon, Paris (Honoré Champion), 2009-2017, 11 tomes ;
Hij publiceerde van 1972 tot 2005 34 delen in de serie van het Pierre Bayle Instituut voor de geschiedenis van de Intellectuele Betrekkingen (SIB), Holland University Press, Amsterdam; in maart 2018 verscheen van zijn hand "De Republiek der Letteren. De Europese intellectuele wereld, 1500-1760" (Vantilt). In 2021 publiceerde hij met zijn echtgenote Justinus de Beyer, 1705-1772. Een geletterd Nijmeegs magistraat (Vantilt). Van 1973 tot 2010 was hij secretaris-generaal van het door hem opgerichte tijdschrift LIAS (vol 1-36)

## Overig
Bij zijn afscheid als hoogleraar werden hem opstellen aangeboden door vrienden en collega's: Orbis doctus, 1500-1850. Perspectieven op de geleerde wereld van Europa: Plaatsen en Personen, APA-Holland Universiteits Press, Amsterdam-Utrecht 2005;
Tevens kreeg hij bij zijn afscheid van zijn promoti Papieren Betrekkingen, Zevenentwintig brieven uit de vroegmoderne tijd, Uitgeverij Vantilt, Nijmegen 2005.

## Erkenning
In 2004 werd hij begiftigd met de Descartes-Huygensprijs van de Koninklijke Nederlandse Academie van Wetenschappen voor zijn onderzoek en bijdrage aan de Nederlands-Franse samenwerking. 
- Benoemd tot chevalier dans l'Ordre du Mérite (1997)
- Ridder in de orde van de Nederlandse Leeuw (2005)
- Benoemd tot chevalier de la Légion d'Honneur (2014)